# بخش مرکزی شهرستان پیرانشهر
بخش مرکزی شهرستان پیرانشهر از بخش‌های شهرستان پیرانشهر در استان آذربایجان غربی ایران است.

## مشخصات دموگرافیکی

### جمعیت
بنا بر سرشماری مرکز آمار ایران، جمعیت بخش مرکزی شهرستان پیرانشهر در سال ۱۳۹۰ برابر با ۹۹۲۰۵ نفر بوده است.

### زبان و گویش
بیش از ۸۵ درصد ساکنان شهرستان پیرانشهر به زبان کُردی و گویش مُکریانی و الباقی به سایر زبانها سخن می‌‌گویند.

### دین و مذهب
امروزه اکثریت مردم شهرستان پیرانشهر، مسلمان و سنی مذهب بوده و در انجام آداب و مناسک دینی از فقه امام شافعی پیروی می‌‌کنند.